# Agrias sahlkei
Agrias sahlkei är en fjärilsart som beskrevs av Eduard Honrath 1885. Agrias sahlkei ingår i släktet Agrias och familjen praktfjärilar. Inga underarter finns listade i Catalogue of Life.